# جيم مورغان (سياسي)
جيم مورغان (بالإنجليزية: Jim Morgan) هو سياسي أمريكي، ولد في 5 ديسمبر 1937 في هنغتينغتون في الولايات المتحدة. حزبياً، نشط في الحزب الديمقراطي.

## وصلات خارجية
- الموقع الرسمي